# قائمة حكومة السعودية في عهد الملك سلمان
هذه القائمة تتعلق بحكومة خادم الحرمين الشريفين الملك سلمان بن عبد العزيز آل سعود، الذي تولى الحكم عام 23 يناير 2015. وجميع من بهذه القائمة هم مسؤولين يخدمون قبل فترة حكم الملك سلمان واستمروا في حكمه، أو مسؤولين قام بتعينهم، كذلك المسؤولين الذين جرى إعفاؤهم من مهامهم.
ملك المملكة العربية السعودية هو رئيس مجلس الوزراء، وهو المسؤول عن تشكيل مجلس الوزراء. واختيار أعضاء الحكومة في جميع المناصب، سواء كانت بمنصب وزير لوزارة، أو مسؤول برتبة وزير على هيئة أو جهاز حكومي، أو مسؤول بمنصب أقل بدرجة من رتبة وزير. كذلك هو المسؤول عن إعفاء جميع أعضاء الحكومة من مهامهم.

## الحكومة الحالية
مجلس الوزراء هو المجلس الأعلى للحكم بالمملكة العربية السعودية ورئيسه هو الأمير محمد بن سلمان بن عبد العزيز آل سعود.
| حكومة المملكة العربية السعودية في عهد الملك سلمان | حكومة المملكة العربية السعودية في عهد الملك سلمان                                                                    | حكومة المملكة العربية السعودية في عهد الملك سلمان                                                                           | حكومة المملكة العربية السعودية في عهد الملك سلمان                                                                         |
| --- | --- | --- | --- |
| ولي العهد وزير مسؤول بمرتبة وزير أمير منطقة | | | |
| الوزارة في المنصب | الوزير / ملاحظة | الوزارة في المنصب | الوزير / ملاحظة |
| – ولي العهد 21 يونيو 2017 | ولي العهد محمد بن سلمان آل سعود                                                                                      | – وزارة الخارجية 23 أكتوبر 2019                                                                                             | سفير خـادم الـحرمين الـشريفين في ألمانيا سابقًا فيصل بن فرحان بن عبد الله آل سعود                                          |
| – وزارة الدفاع 23 يناير 2015 | وزير الدفاع الحالي خالد بن سلمان آل سعود                                                                             | – وزارة المالية 1 نوفمبر 2016                                                                                               | رئيس هيئة السوق المالية سابقًا محمد عبد الله الجدعان                                                                       |
| – وزارة الداخلية 21 يونيو 2017 | مستشار وزير الدفاع سابقا عبد العزيز بن سعود بن نايف آل سعود                                                          | – وزارة الإسكان 13 يوليو 2015                                                                                               | لا توجد صورة الرئيس التنفيذي السابق لشركة رافال ماجد الحقيل                                                               |
| – وزارة العدل 29 يناير 2015 | وليد الصمعاني | – وزارة الطاقة 8 سبتمبر 2019                                                                                                | عبد العزيز بن سلمان بن عبد العزيز آل سعود                                                                                 |
| – وزارة الإعلام 25 فبراير 2020 | رئيس الشؤون الخاصة لولي العهد الأمير سلمان بن عب دالعزيز ال سعود سابقًا، ووزير التجارة الحالي ماجد القصبي وزيرًا مُكلًّفًا | – وزارة الصحة 15 أكتوبر 2021                                                                                                | فهد الجلاجل |
| – وزارة البيئة والمياه والزراعة 29 يناير 2015 | وزير المياه والكهرباء سابقًا عبد الرحمن الفضلي                                                                        | – وزارة التعليم 27 ديسمبر 2018                                                                                              | لا توجد صورة حمد بن محمد آل الشيخ                                                                                         |
| – وزارة التجارة 11 ديسمبر 2015 بمسمّاها القديم: وزارة التجارة والاستثمار 25 فبراير 2020 بمسمّاها الجديد: وزارة التجارة                                                       | رئيس الشؤون الخاصة لولي العهد الأمير سلمان بن عبدالعزيز ال سعود سابقًا ماجد القصبي                                    | – وزارة الحرس الوطني 27 ديسمبر 2018                                                                                         | نائب أمير منطقة مكة المكرمة سابقا عبد الله بن بندر بن عبد العزيز آل سعود                                                  |
| – وزارة النقل 23 أكتوبر 2019 | لا توجد صورة مدير المؤسسة العامة للخطوط الجوية العربية السعودية سابقًا صالح الجاسر                                    | – وزارة الاقتصاد والتخطيط 5 نوفمبر 2017                                                                                     | لا توجد صورة نائب وزير الاقتصاد والتخطيط سابقا محمد بن مزيد التويجري                                                      |
| – وزارة الموارد البشرية والتنمية الاجتماعية 2 يونيو 2018 بمسمّاها القديم: وزارة العمل والتنمية الاجتماعية 25 فبراير 2020 بمسمّاها الجديد، بعد ضم وزارة الخدمة المدنية إليها. | لا توجد صورة أحمد بن سليمان بن عبد العزيز الراجحي                                                                    | – وزارة السياحة 25 فبراير 2020 استحداث وزارة بدلًا عن الهيئة العامة للسياحة والتراث الوطني السعودية                          | رئيس الهيئة العامة للسياحة والتراث الوطني السعودية سابقًا أحمد عقيل الخطيب أوّل وزير للسياحة                                |
| – وزارة الحج والعمرة 15 أكتوبر 2021 | وزير الصحة سابقًا توفيق الربيعة                                                                                       | – وزارة الاتصالات وتقنية المعلومات 24 أبريل 2017                                                                            | المدير العام لشركة سيسكو السعودية سابقًا عبد الله السواحه                                                                  |
| – وزارة الشؤون البلدية والقروية 25 فبراير 2020 | لا توجد صورة الرئيس التنفيذي السابق لشركة رافال ووزير الإسكان الحالي ماجد الحقيل وزيرًا مُكلّفًا                         | – وزارة الشؤون الإسلامية والدعوة والإرشاد 2 يونيو 2018                                                                      | لا توجد صورة عبد اللطيف بن عبد العزيز بن عبد الرحمن آل الشيخ                                                              |
| – وزارة الثقافة 2 يونيو 2018 | رئيس المجموعة السعودية للأبحاث والتسويق سابقًا بدر بن عبد الله بن محمد الفرحان                                        | – وزارة الرياضة 25 فبراير 2020 استحداث وزارة بدلًا عن الهيئة العامة للرياضة                                                  | لا توجد صورة رئيس الهيئة العامة للرياضة سابقًا عبد العزيز بن تركي آل سعود أوّل وزير للرياضة                                 |
| – وزارة الاستثمار 25 فبراير 2020 استحداث وزارة بعد تحويل وزارة التجارة والاستثمار إلى وزارة التجارة                                                                        | وزير الطاقة السعودي سابقًا خالد الفالح أوّل وزير للاستثمار                                                             | لا توجد صورة – وزارة الصناعة والثروة المعدنية 30 أغسطس 2019 استحداث وزارة بعد فصل الصناعة والثروة المعدنية عن وزارة الطاقة. | لا توجد صورة بندر الخريف أوّل وزير للصناعة والثروة المعدنية                                                                |
| رؤساء الأجهزة الحكومية الآخرى | | | |
| الجهاز في المنصب | الرئيس / ملاحظة | الجهاز في المنصب | الرئيس / ملاحظة |
| – الهيئة العامة للترفيه 27 ديسمبر 2018 | لا توجد صورة رئيس الهيئة العامة للرياضة سابقًا تركي آل الشيخ                                                          | – مندوب المملكة العربية السعودية الدائم لدى الأمم المتحدة 5 يونيو 2011                                                      | سفير خـادم الـحرمين الـشريفين في بلجيكا سابقًا عبدالله المعلمي                                                             |
| – رئاسة الاستخبارات العامة 29 يناير 2015 | لا توجد صورة نائب مدير عام المباحث العامة سابقا خالد الحميدان                                                        | – رئاسة أمن الدولة 20 يوليو 2017                                                                                            | لا توجد صورة مدير المباحث العامة حاليًا عبد العزيز بن محمد الهويريني                                                       |
| – مندوب المملكة العربية السعودية الدائم لدى جامعة الدول العربية 17 أبريل 2018                                                                                              | لا توجد صورة ممثل سفارة المملكة العربية السعودية في واشنطن سابقًا أسامة نقلي                                          | – الهيئة الملكية للجبيل وينبع 2 يونيو 2018                                                                                  | لا توجد صورة النائب الأعلى للرئيس للمالية والإستراتيجيات والتطوير في أرامكو سابقًا عبد الله بن إبراهيم بن عبد الله السعدان |
| – مدينة الملك عبد الله للطاقة الذرية والمتجددة 2 يونيو 2018 | لا توجد صورة مدير جامعة الملك فهد للبترول والمعادن سابقًا خالد بن صالح السلطان                                        | – الهيئة السعودية للفضاء 27 ديسمبر 2018                                                                                     | رئيس الهيئة العامة للسياحة والتراث الوطني سابقًا سلطان بن سلمان بن عبد العزيز آل سعود                                      |
| – صندوق الاستثمارات العامة مايو 2016 | مستشار في الديوان الملكي سابقًا ياسر بن عثمان الرميان                                                                 | – مؤسسة النقد العربي السعودي 7 مايو 2016.                                                                                   | لا توجد صورة المدير التنفيذي لمكتب المملكة لدى صندوق النقد الدولي سابقًا أحمد بن عبد الكريم الخليفي                        |
| أمراء المناطق | | | |
| الإمارة في المنصب | الأمير / ملاحظة | الإمارة في المنصب | الأمير / ملاحظة |
| – أمير منطقة الرياض 29 يناير 2015 | أمير منطقة القصيم سابقاً فيصل بن بندر بن عبد العزيز آل سعود                                                           | – أمير منطقة مكة المكرمة 29 أبريل 2015                                                                                      | وزير وزارة التربية والتعليم سابقًا خالد الفيصل بن عبد العزيز آل سعود                                                       |
| – أمير منطقة الحدود الشمالية 22 أبريل 2015 | فيصل بن خالد بن سلطان آل سعود                                                                                        | – أمير منطقة المدينة المنورة 23 ديسمبر 2023                                                                                 | الامير سلمان بن سلطان بن عبد العزيز آل سعود                                                                               |
| – أمير منطقة القصيم 29 يناير 2015 | فيصل بن مشعل بن سعود آل سعود                                                                                         | – أمير منطقة جازان 29 يناير 2015                                                                                            | لا توجد صورة قائد سلاح مشاة القوات البرية السعودية سابقًا محمد بن ناصر بن عبد العزيز آل سعود                               |
| – أمير منطقة نجران 12 نوفمبر 2014 | لا توجد صورة نائب أمير المنطقة الشرقية سابقًا جلوي بن عبد العزيز بن مساعد آل سعود                                     | – أمير منطقة تبوك 1987 | لا توجد صورة فهد بن سلطان بن عبد العزيز آل سعود                                                                           |
| – أمير منطقة حائل 22 أبريل 2015 | لا توجد صورة عبد العزيز بن سعد بن عبد العزيز آل سعود                                                                 | – أمير منطقة الجوف 27 فبراير 2018                                                                                           | لا توجد صورة فيصل بن نواف بن عبدالعزيز آل سعود                                                                            |
| – أمير منطقة الباحة 22 أبريل 2015 | لا توجد صورة حسام بن سعود بن عبد العزيز آل سعود                                                                      | – أمير منطقة عسير 27 ديسمبر 2018                                                                                            | لا توجد صورة تركي بن طلال بن عبد العزيز آل سعود                                                                           |
| – أمير منطقة الشرقية 14 يناير 2013 | لا توجد صورة سعود بن نايف بن عبد العزيز آل سعود                                                                      | | |

## ولي العهد
|                                                                                               |  |  |
| من اليمين: الأمير مقرن بن عبد العزيز (يناير 2015–أبريل 2015)، الأمير محمد بن نايف (2015–2017) |  |  |

هو ثاني أهم منصب في المملكة حيث يخلُف ملك المملكة العربية السعودية بعد وفاته وتوليه مقاليد الحكم تلقائياً وتبايعه الأسرة الحاكمة والشعب السعودي ملكاً على البلاد ويصدر الملك الجديد (ولي العهد السابق) أمراً ملكياً في الوقت نفسه بتعيين ولي العهد الجديد، وولي العهد السعودي هو دائماً نائباً لرئيس مجلس الوزراء (الملك). ويدير شؤون الدولة في غياب الملك خارج المملكة ويصدر بذلك أمراً ملكياً من الملك بتكليف ولي العهد في إدارة شئون الدولة حتى عودته ويتغير بعد التكليف مسماه من (ولي العهد نائب رئيس مجلس الوزراء) إلى (نائب خادم الحرمين الشريفين) حتى عودة الملك. تقوم هيئة البيعة السعودية باختيار ولي العهد بعد اجتماع أعضائها وتحديد ولي عهد جديد، أتى هذا النظام في عصر عبد الله بن عبد العزيز آل سعود حيث لم يطبق من قبل في البلاد.

### الأمير مقرن بن عبد العزيز (يناير 2015–أبريل 2015)
في 23 يناير 2015، بويع الأمير مقرن بن عبد العزيز آل سعود وليّاً للعهد وعُيّن نائباً لرئيس مجلس الوزراء. وفي 29 أبريل 2015 صدر الأمر الملكي رقم أ / 159 في 10 رجب 1436هـ الموافق 29 أبريل 2015، بإعفاء الأمير مقرن بن عبد العزيز من ولاية العهد ومن منصب نائب رئيس مجلس الوزراء بناء على طلبه.

### الأمير محمد بن نايف (2015–2017)
وفي 9 ربيع الثاني 1436 هـ الموافق لـ29 يناير 2015، صدر أمر ملكي باختيار الأمير محمد بن نايف بن عبد العزيز آل سعود ولياً للعهد، وتعيينه نائباً لرئيس مجلس الوزراء وزيراً للداخلية ورئيساً لمجلس الشؤون السياسية والأمنية.
وفي 26 رمضان 1438 هـ الموافق 21 يونيو 2017، صدر الأمر الملكي رقم أ / 255 والذي بموجبه جرى إعفاء الأمير محمد بن نايف بن عبدالعزيز آل سعود من ولاية العهد، ومن منصب نائب رئيس مجلس الوزراء ومنصب وزير الداخلية.

### الأمير محمد بن سلمان (2017–الآن)
في 21 يونيو 2017، أصدر الملك سلمان بن عبد العزيز أمرًا ملكيّا يقضي باختيار محمد بن سلمان وليًا للعهد وتعيينه نائبًا لرئيس مجلس الوزراء مع استمراره وزيرًا للدفاع. كما أصبح يرأس مجلسي «الشؤون الاقتصادية والتنمية» و«الشؤون السياسية والأمنية»، وقد أقيمت مراسم البيعة في قصر الصفا في مكة المكرمة، حيث بويع من قبل السعوديين. وكان محمد بن سلمان قد اختير لولاية العهد بأغلبية أعضاء هيئة البيعة، بعد أن عُرِضَ القرار عليهم، بأن نال 31 صوتًا من أصل 34 صوتا، وهي أعلى نسبة تصويت تشهدها هيئة البيعة منذ إنشائها.

## الوزراء

### وزير الخارجية
|                                                                |  |  |
| من اليمين: عادل الجبير (2015–2018)، إبراهيم العساف (2018–2019) |  |  |

وزير الخارجية أحد وزراء مجلس الوزراء وهو المسؤول الرئيسي على تطبيق السياسة الخارجية للدولة. وتسمى وزارته «وزارة الخارجية» وهي نظريا مسؤولة عن جميع مسائل العلاقات الخارجية للدولة. وهي مسؤولة عن جميع البعثات الدبلوماسية والسفراء والقناصل المبعوثين والوافدين إلى الدولة.

#### عادل الجبير (2015–2018)
تم تعيين عادل الجبير وزيرًا للخارجية خلفا للأمير سعود الفيصل بن عبد العزيز آل سعود بموجب الأمر الملكي رقم أ / 163 وذلك في العاشر من رجب لعام 1436 هـ الموافق 29 أبريل 2015.
واستمر في منصبه حتى تم اعفائه في 27 ديسمبر 2018، بأمر من الملك سلمان بن عبد العزيز ضمن تغييرات وزارية واسعة، وعين وزير دولة للشؤون الخارجية وعضو مجلس الوزراء.

#### إبراهيم العساف (2018–2019)
في 27 ديسمبر 2018، تم تعيين إبراهيم بن عبد العزيز العساف وزيرًا للخارجية بموجب الأمر الملكي رقم أ/ 139. وجاء ذلك ضمن الأمر الملكي الذي صدر في السعودية، بإعادة تشكيل مجلس الوزراء برئاسة خادم الحرمين الشريفين، الملك سلمان. وأعفي من منصبه بأمر ملكي، في 23 أكتوبر 2019. ليعين وزير دولة وعضواً بمجلس الوزراء.

#### الأمير فيصل بن فرحان (2019–الآن)
في 23 أكتوبر 2019، تم تعيين الأمير فيصل بن فرحان بن عبد الله آل سعود وزيرًا للخارجية.

### وزير الداخلية
وزير الداخلية وهو أحد الأعضاء الرئيسين في الحكومة. حيث يكزن مسؤول عن الشرطة والأمن الوطني، ومسائل الهجرة، ويوكل إليها المسائل المتعلقة بالمحافظة على القانون والنظام وإقامة العدل.

#### الأمير محمد بن نايف (2012–2017)

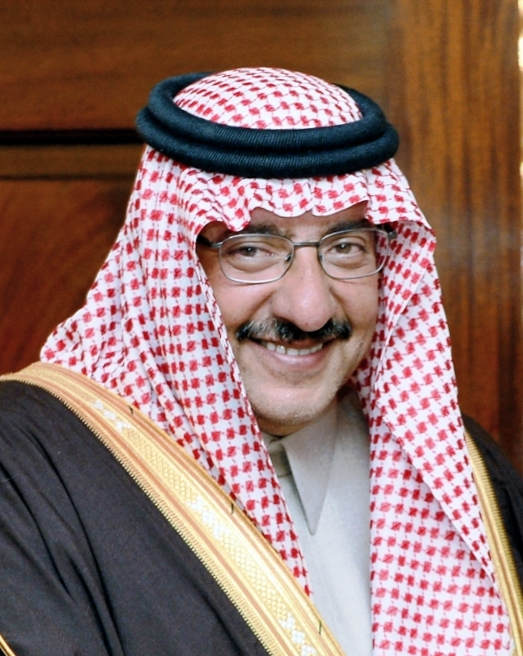
وزير الداخلية السابق الأمير محمد بن نايف (2012–2017).

شغل الأمير محمد بن نايف بن عبد العزيز آل سعود منصب وزير للداخلية منذ 5 نوفمبر 2012، واستمر وزيرًا للداخلية حتى تم إعفائه في 26 رمضان 1438 الموافق 21 يونيو 2017.

#### الأمير عبد العزيز بن سعود (2017–الآن)
في 21 يونيو 2017، تم تعيين الأمير عبد العزيز بن سعود بن نايف آل سعود وزيرًا للداخلية بموجب الرقم أ / 257.

### وزير المالية

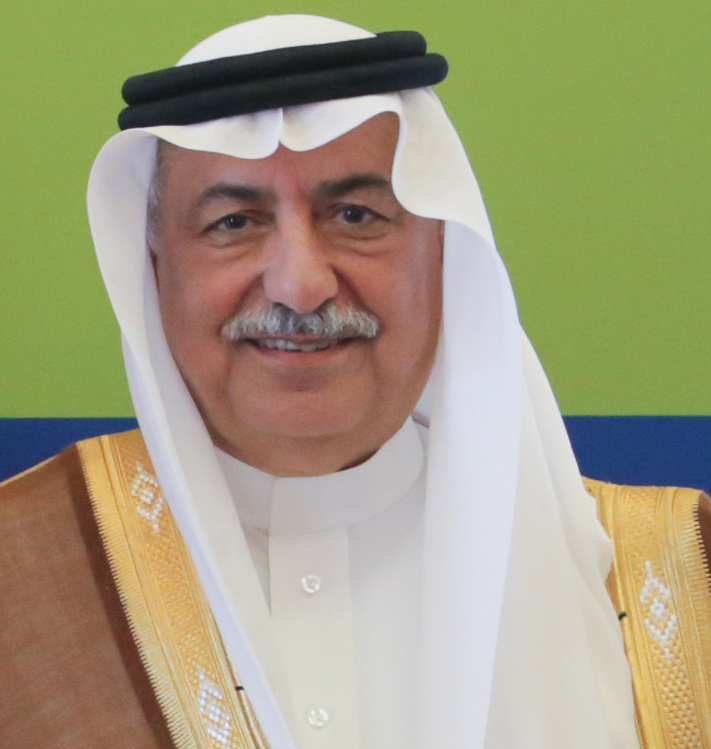
وزير المالية السابق إبراهيم بن عبد العزيز العساف.

شغل إبراهيم بن عبد العزيز العساف منصب وزير المالية منذ عام 1416 هـ الموافق 30 يناير 1996، حتى تم إعفائه من منصبة بموجب أمر ملكي رقم أ / 90 في تاريخ 30 محرّم 1438 هـ الموافق 31 أكتوبر 2016  وعيّن محمد عبد الله الجدعان في نفس اليوم وزيرًا للمالية بأمر ملكي رقم أ / 9.

### وزير الحرس الوطني
تولى الأمير متعب بن عبد الله بن عبد العزيز آل سعود وزارة الحرس الوطني منذ تحويلها من رئاسة إلى وزارة حتى إعفاءه من منصبه في 4 نوفمبر 2017، وذلك بعد إصدار الملك سلمان لأمر ملكي بإنشاء لجنة عليا لمكافحة الفساد، وتوارد الأنباء عن وجوده ضمن قائمة الموقوفين أثناء حملة الاعتقالات التي صاحبت إنشاء اللجنة. أطلقت الحكومة السعودية سراحة في نفس الشهر بعدما ذكرت صحف عالمية أنه توصل لتسوية مع الحكومة قيمتها مليار دولار. وتم تعيين الأمير خالد بن عبد العزيز بن محمد بن عياف آل مقرن وزيرَا للحرس الوطني بموجب الأمر الملكي رقم أ / 39 بتاريخ 15 صفر 1439 هـ الموافق 4 نوفمبر 2017.
في 27 ديسمبر 2018، تم اعفاء الأمير خالد بن عبد العزيز بن محمد بن عياف آل مقرن وتم تعيين الأمير عبد الله بن بندر بن عبد العزيز آل سعود وزيرًا للحرس الوطني بموجب الأمر الملكي رقم أ/ 139.

### وزير الدفاع

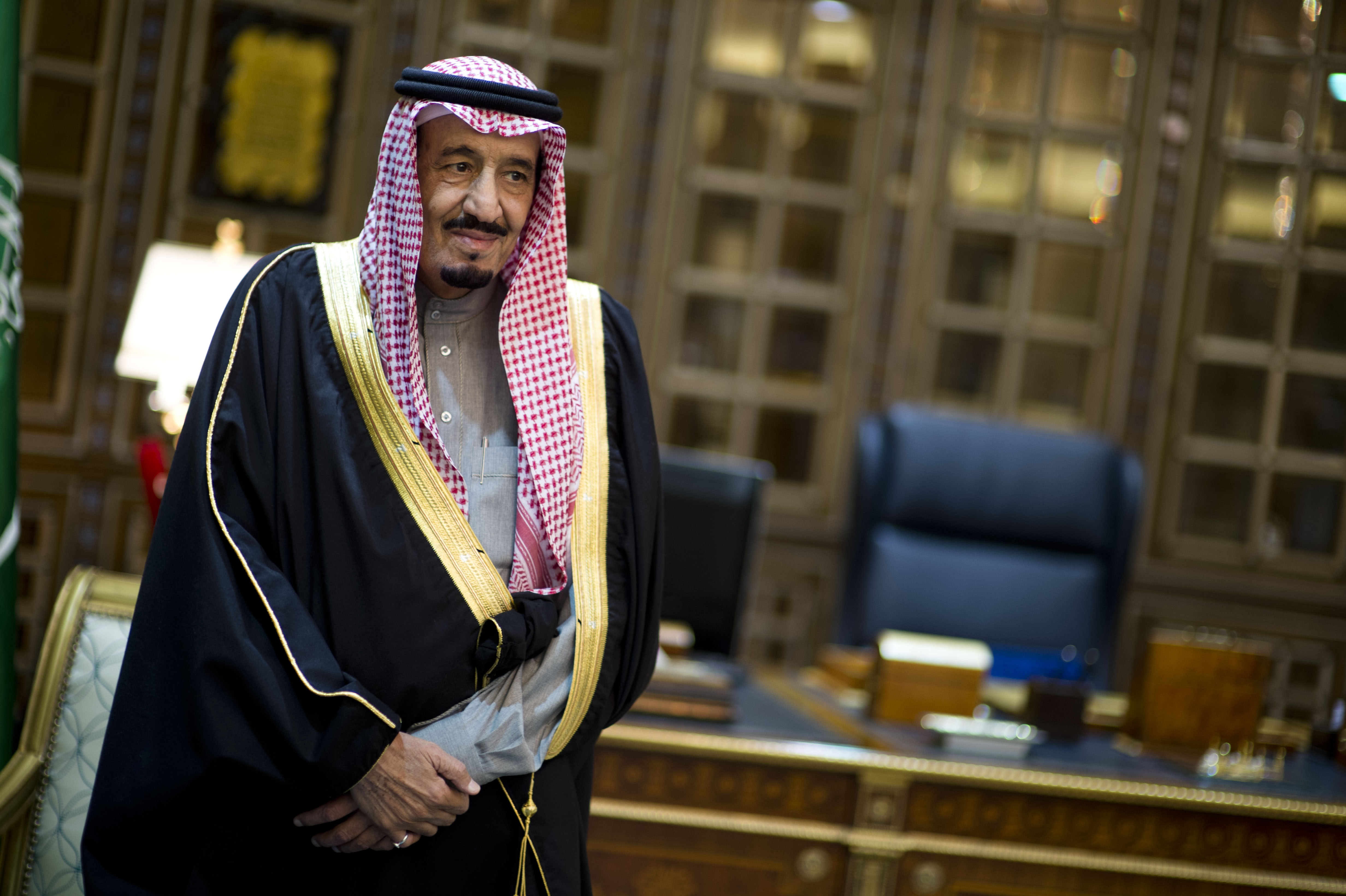
وزير الدفاع السابق الأمير سلمان بن عبد العزيز آل سعود.

عيّن الملك سلمان بن عبد العزيز آل سعود إبنه الأمير محمد بن سلمان آل سعود وزيرًا للدفاع خلفًا له بموجب الأمر الملكي رقم أ / 53 في تاريخ 3 ربيع الآخر 1436 هـ الموافق 24 يناير 2015.

### وزير الإعلام
|                                                              |  |  |
| من اليمين: عادل الطريفي (2015–2017)، عواد العواد (2017–2018) |  |  |

وزير مهمته التعريف بالهوية السعودية والمحافظة عليها، والعمل على نقل الصورة الحقيقية لأسلوب حياة السعوديين، مع إبراز إنجازات الدولة ومواقفها الإقليمية والعالمية، إضافة إلى التصدي لكافة الأخبار التي تتناقض مع الصورة الحقيقية. كما تُشرف على الصحف والمجلات والقنوات وجميع الوسائل الإعلامية الأخرى.

#### عادل الطريفي (2015–2017)
أمر الملك سلمان بن عبد العزيز آل سعود بتعيين عادل الطريفي والذي كان يشغل المدير العام لقناة العربية حينها وزيرًا للثقافة والإعلام في قرار أ/68 بتاريخ 9 ربيع الآخر 1436 هـ الموافق 29 يناير 2015. كما صدر أمر ملكي بتعيينه عضوًا بمجلس الشؤون السياسية والأمنية، وعضوًا بمجلس الشؤون الاقتصادية والتنمية. وأستمر في عمله حتى نم إعفائه في 22 أبريل 2017.

#### عواد العواد (2017–2018)
في 2 يونيو 2018، أمر الملك سلمان بتعيين عواد العواد وزيرًا للثقافة والإعلام في قرار رقم: أ/181.
في 27 ديسمبر 2018 أعفي عواد العواد من منصبة، كما عُيَّن مستشارًا بالديوان الملكي بمرتبة وزير.

#### تركي الشبانة (2018–2020)
|                                                              |  |  |
| من اليمين: تركي الشبانة (2018–2020)، ماجد القصبي (2020–الآن) |  |  |

في يوم الخميس 20 ربيع الآخر 1440هـ الموافق 27 ديسمبر 2018، أصدر خادم الحرمين الشريفين الملك سلمان بن عبد العزيز آل سعود عددًا من الأوامر الملكية الكريمة، وتضمنت تعيين الأستاذ تركي بن عبد الله الشبانة وزيرًا للإعلام. في قرار رقم أ/ 138. وقد استمر على رأس الوزارة حتى 1 رجب 1441 الموافق 25 فبراير 2020، حيث صدر أمر ملكي بإعفاءه.

#### ماجد القصبي (2020–الآن)
في 25 فبراير 2020، أصدر خادم الحرمين الشريفين الملك سلمان بن عبد العزيز، أمرًا ملكيًّا بتكليف معالي الدكتور ماجد بن عبد الله القصبي وزير التجارة بالقيام بعمل وزير الإعلام بالإضافة إلى عمله، في قرار رقم: أ/457.

### وزير التعليم
كانت وزارة التعليم منقسمة إلى وزارتين الأولى يطلق عليها وزارة التربية والتعليم ويشغل منصب الوزير فيها الأمير خالد الفيصل بن عبد العزيز آل سعود منذ 22 ديسمبر 2013. والأخرى وزارة التعليم العالي ويشغل منصب الوزير فيها خالد عبد الله السبتي منذ 8 ديسمبر 2014. أمر الملك سلمان بن عبد العزيز آل سعود في 9 ربيع الآخر 1436هـ الموافق 29 يناير 2015، بدمج كل من وزارة التربية والتعليم ووزارة التعليم العالي في وزارة واحدة باسم وزارة التعليم. وتعيين عزام الدخيل وزيرًا للتعليم في القرار رقم أ / 68. ويعُد الدخيل أول وزير لوزارة التعليم بعد عملية الدمج. ثم صدر في 11 ديسمبر 2015 أمر ملكي يقضي بإعفائه من منصبه بناءً على طلبه وعين أحمد بن محمد العيسى خلفُا له بموجب الأمر الملكي رقم أ / 26 بتاريخ 9 ربيع الآخر 1436هـ الموافق 29 يناير 2015.
في 27 ديسمبر 2018 أعفي أحمد بن محمد العيسى من منصبة وتم تعيين حمد بن محمد آل الشيخ خلفًا له بموجب الأمر الملكي رقم أ/ 138.

### وزير الصحة
وزير الصحة هي الوزير المسؤول عن الصحة العامة للمواطنين بالمملكة العربية السعودية ورسم خطة السياسة الصحية بالمملكة.
|                                                                         |  |  |
| من اليمين: أحمد الخطيب (يناير 2015–إبريل 2015)، خالد الفالح (2015–2016) |  |  |

#### أحمد الخطيب (يناير 2015–أبريل 2015)
شغل محمد بن علي آل هيازع منصب وزير الصحة بأمر ملكي من قبل الملك عبد الله بن عبد العزيز آل سعود برقم أ / 23 بتاريخ 16 صفر 1436 هـ الموافق 8 ديسمبر 2014، واعفي من قبل الملك سلمان بن عبد العزيز آل سعود في 29 يناير 2015. وعين أحمد عقيل الخطيب خلفًا له في 9 ربيع الثاني 1436 هـ الموافق في 29 يناير 2015. وفي 11 إبريل 2015 الموافق 22 جمادى الآخر 1436، أصدر خادم الحرمين الشريفين الملك سلمان بن عبد العزيز أمراً ملكياً، يقضي بإعفاء وزير الصحة أحمد الخطيب، وتكليف محمد آل الشيخ وزير الدولة عضو مجلس الوزراء بالقيام بعمل وزير الصحة. وجاء إعفاء وزير الصحة بسبب تقصيره في مستشفيات الحدود الجنوبية، وعدم اتخاذه الإجراءات اللازمة، وتلفظه على مجموعة من العسكريين المرابطين هناك، وتلفظه على مجموعة من المواطنين، ورفضه مقابلتهم في مكتبه، إضافة للتقارير السلبية عن أدائه خلال الفترة الماضية.

#### محمد آل الشيخ (أبريل 2015–أبريل 2015)
في تاريخ 22 جمادى الثانية 1436 هـ الموافق 11 أبريل 2015، صدر أمر ملكي بتكليفه بالقيام بعمل وزير الصحة، واستمر في المنصب حتى 10 رجب 1436 هـ 29 أبريل 2015.

#### خالد الفالح (2015–2016)
في 29 أبريل 2015، أمر الملك سلمان بن عبد العزيز آل سعود بتعيين خالد الفالح وزيرًا للصحة.
ثم أعفي من منصبة بأمر ملكي في 7 مايو 2016.

#### توفيق الربيعة (2016–2021)
في 7 مايو 2016، تم تعيين توفيق الربيعة وزيرًا للصحة بموجب الأمر الملكي رقم أ / 134.

### وزير الطاقة والصناعة والثروة المعدنية

علي بن إبراهيم النعيمي وزير الطاقة والصناعة والثروة المعدنية السابق.

شغل علي بن إبراهيم النعيمي منصب وزير الطاقة والصناعة والثروة المعدنية منذ 2 أغسطس 1995، وأستمر في المنصب حتى أمر الملك سلمان بن عبد العزيز آل سعود بإعفائه من منصبه في 7 مايو 2017، وعين خالد الفالح خلفًا له بقرار رقم أ / 136. شغل المهندس خالد الفالح المنصب منذ مايو 2017 حتى سبتمبر 2019، وعيّن الأمير عبد العزيز بن سلمان بن عبد العزيز آل سعود خلفا له بموجب قرار ملكي رقم أ / 90.

### وزير الحج والعمرة
شغل بندر بن محمد بن حمزة حجار منصب وزير الحج والعمرة منذ 13 ديسمبر 2011، بأمر ملكي من قبل الملك عبد الله بن عبد العزيز آل سعود. واستمر في المنصب حتى اعفي من قبل الملك سلمان بن عبد العزيز آل سعود في 27 سبتمبر 2015، بعد حادثة منى التي وقعت في 24 سبتمبر 2015، وراح ضحيتها 769 شخصاً على الأقل وإصابة 694 آخرين. وعين محمد صالح بن طاهر بنتن والذي كان يشغل منصب رئيس مؤسسة البريد السعودي خلفًا له بقرار رقم أ / 138.

### وزير الإسكان
شغل عصام بن سعد بن سعيد منصب وزير الإسكان منذ 20 جمادى الأولى 1436 هـ الموافق 11 مارس 2015، بأمر ملكي من قبل الملك عبد الله بن عبد العزيز آل سعود. وفي 26 رمضان 1436 هـ الموافق 13 يوليو 2015، اعفي من منصبه بسبب فشل مشروعه للإسكان. وعين ماجد الحقيل والذي كان يشغل منصب العضو المنتدب لشركة رافال للتطوير العقاري خلفُا له بقرار رقم أ / 245.

### وزير العدل
شغل محمد بن عبد الكريم العيسى منصب وزير العدل منذ 14 فبراير 2009، بأمر ملكي من قبل الملك عبد الله بن عبد العزيز آل سعود. أمر الملك سلمان بن عبد العزيز آل سعود باعفائه من منصبة في 9 ربيع الآخر 1436 هـ الموافق 29 يناير 2015، وتعيين وليد الصمعاني وزيرًا للعدل بدلًا منه بقرار رقم أ / 68.

### وزير البيئة والمياه والزراعة
شغل عبد الله بن عبد الرحمن الحصين منصب وزير المياه والكهرباء منذ 13 أبريل 2004، بأمر ملكي من قبل الملك فهد بن عبد العزيز آل سعود. واستمر بعمله حتى أعفاه الملك سلمان بن عبد العزيز آل سعود من منصبه في 16 رجب 1437 هـ الموافق 23 أبريل 2016. وصدر أمر ملكي بإلغاء وزارة المياه والكهرباء، وتعديل اسم وزارة الزراعة ليكون وزارة البيئة والمياه والزراعة، وتنقل إليها المهام والمسؤوليات المتعلقة بنشاطي البيئة والمياه. وتم تعيين عبدالرحمن الفضلي وزيرًا للبيئة والمياه والزراعة بقرار رقم أ / 114 وأصبح أول وزير لهذه الوزارة بمسماها الجديد.

### وزير التجارة والاستثمار

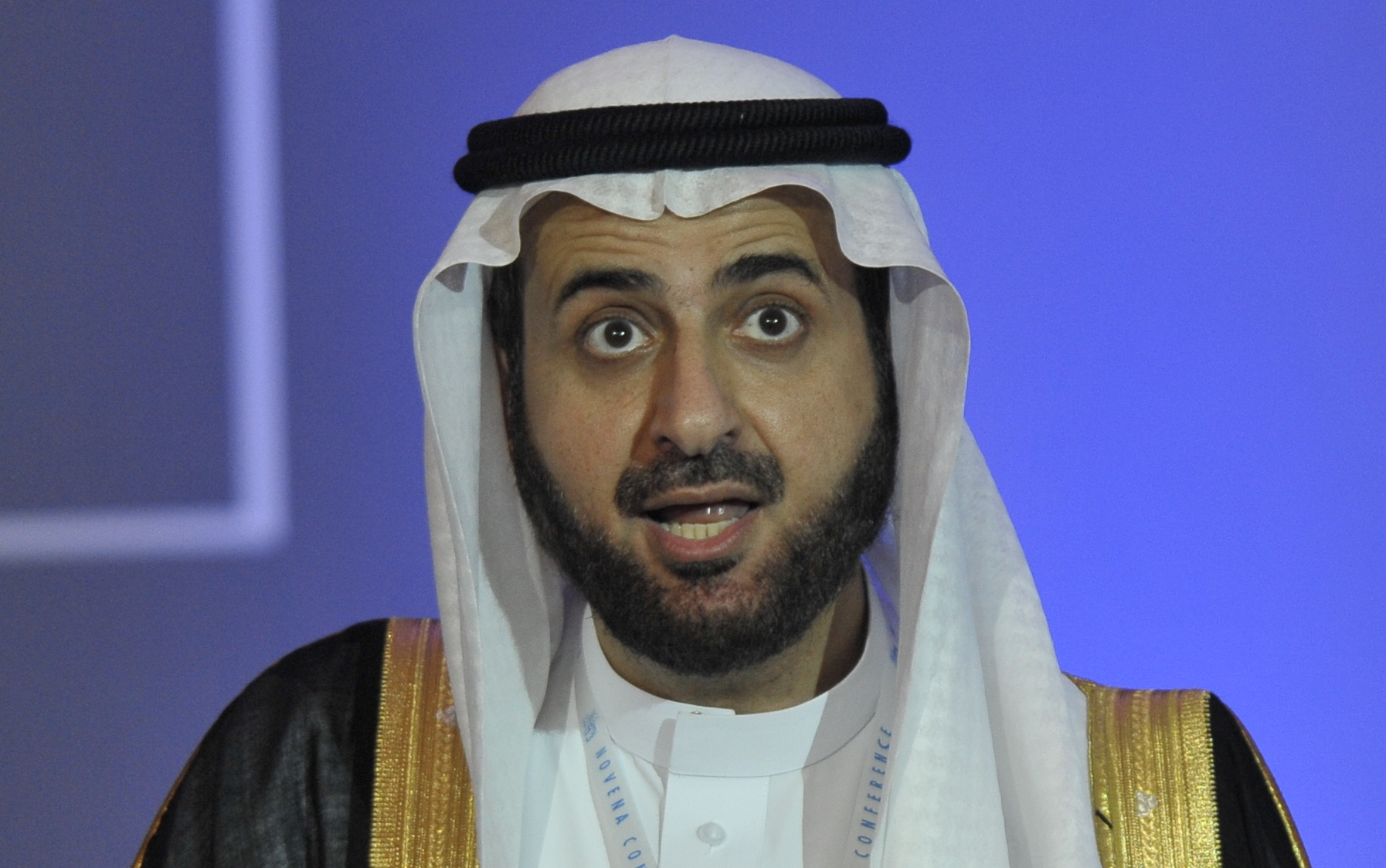
توفيق الربيعة وزير التجارة والاستثمار السابق.

شغل توفيق الربيعة منصب وزارة التجارة والاستثمار منذ 13 ديسمبر 2011، بأمر ملكي من قبل الملك عبد الله بن عبد العزيز آل سعود. واستمر بعمله حتى أعفاه الملك سلمان بن عبد العزيز آل سعود من منصبه في 29 رجب 1437 هـ الموافق 7 مايو 2016، وعيّن ماجد القصبي وزيرًا للتجارة والاستثمار بقرار رقم أ / 135.

### وزير الشؤون الإسلامية والدعوة والإرشاد
شغل صالح بن عبد العزيز آل الشيخ منصب وزير الشؤون الإسلامية والدعوة والإرشاد منذ عام 1420 هـ الموافق 1996، بأمر ملكي من قبل الملك فهد بن عبد العزيز آل سعود. حتى أعفي من منصبه في 2 يونيو 2018، بأمر ملكي وعين عبد اللطيف بن عبد العزيز بن عبد الرحمن آل الشيخ خلفًا له.

### وزير الاقتصاد والتخطيط

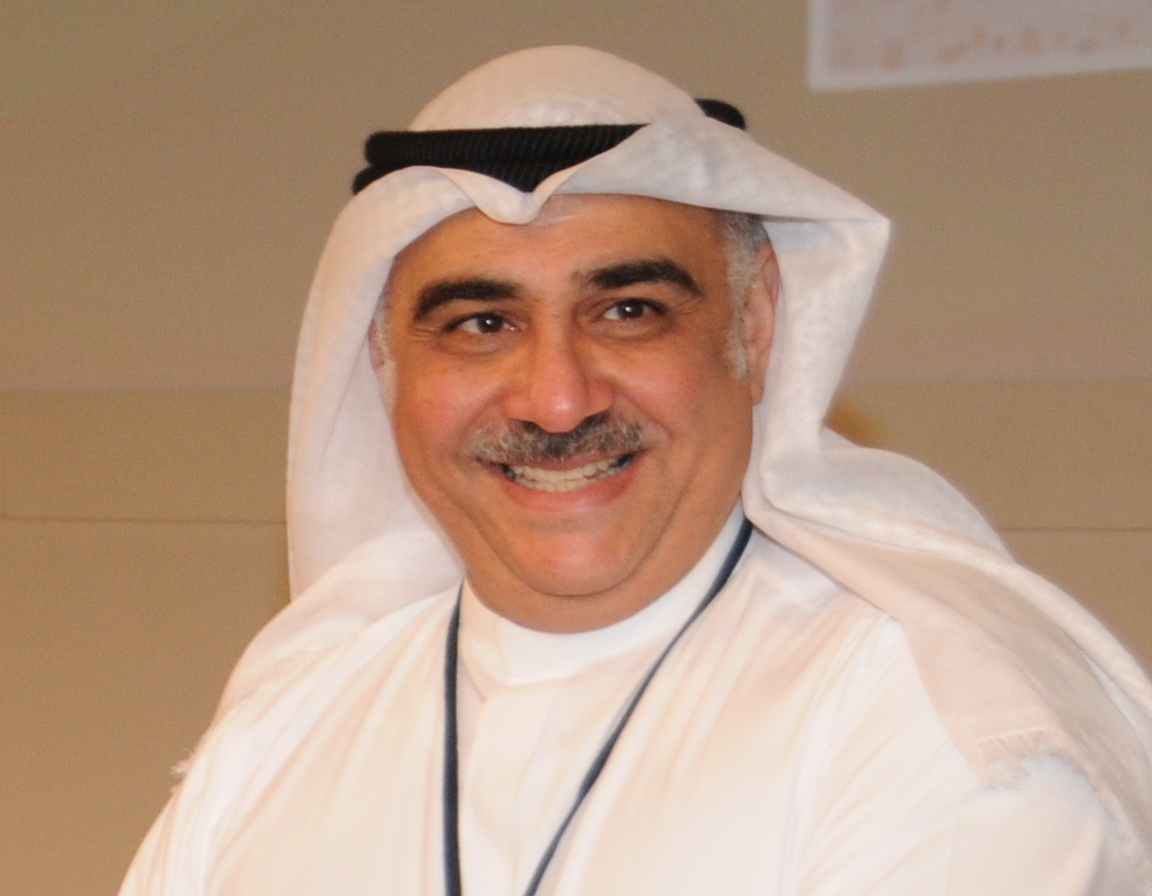
عادل فقيه وزير الاقتصاد والتخطيط السابق.

شغل محمد بن سليمان الجاسر منصب وزير وزير الاقتصاد والتخطيط منذ 13 ديسمبر 2011، بأمر ملكي من قبل الملك عبد الله بن عبد العزيز آل سعود. واستمر في المنصب حتى أعفاه الملك سلمان بن عبد العزيز آل سعود في 29 أبريل 2015، وعيّن عادل فقيه وزيرًا للاقتصاد والتخطيط في نفس اليوم. واستمر عادل فقيه في المنصب حتى أعفي من منصبه بعد القبض عليه بتهم فساد، واستغلال النفوذ، وتلقي رشاوٍ في 4 نوفمبر 2017.
 في نفس اليوم أمر الملك سلمان بن عبد العزيز آل سعود بتعيين محمد بن مزيد التويجري وزيرًا للاقتصاد والتخطيط بقرار رقم أ / 40.

### وزير الثقافة
تأسست الوزارة في 17 رمضان 1439 هـ الموافق 2 يونيو 2018، وعيّن الأمير بدر بن عبد الله بن محمد بن فرحان آل سعود وزيرًا لها بأمر ملكي رقم أ / 221.
ن== مراجع ==
1. ↑  نت، العربية (23 أكتوبر 2019). "السعودية.. أمر ملكي بتعيين فيصل بن فرحان بن عبدالله وزيراً للخارجية". العربية نت. مؤرشف من الأصل في 2019-10-24. اطلع عليه بتاريخ 2019-10-23.
2. ↑  عام / صدور أوامر ملكية إضافة ثانية وكالة الأنباء السعودية نسخة محفوظة 13 مارس 2018 على موقع واي باك مشين.
3. ↑  "عام / صدور عدد من الأوامر الملكية وكالة الأنباء السعودية". www.spa.gov.sa. مؤرشف من الأصل في 2019-10-13. اطلع عليه بتاريخ 2019-10-23.
4. ↑  "عام / صدور أوامر ملكية إضافة خامسة عشرة وكالة الأنباء السعودية". www.spa.gov.sa. مؤرشف من الأصل في 2019-10-13. اطلع عليه بتاريخ 2018-06-02.
5. ↑  "عام / صدور أوامر ملكية إضافة رابعة عشرة وكالة الأنباء السعودية". www.spa.gov.sa. مؤرشف من الأصل في 2019-10-13. اطلع عليه بتاريخ 2018-06-02.
6. ↑  [ أحمد بن عبد الكريم الخليفي] الإقتصادي. وصل لهذا المسار في 8 مايو 2016 [بحاجة لمراجعة المصدر]
7. ↑  مؤسسة النقد العربي السعودي عن مؤسسة النقد: الإدارة العليا مؤسسة النقد العربي السعودي. وصل لهذا المسار في 8 مايو 2016 نسخة محفوظة 20 نوفمبر 2017 على موقع واي باك مشين.
8. ↑  "الديوان الملكي: وفاة الملك عبد الله ومبايعة الأمير سلمان ملكاً والأمير مقرن ولياً للعهد". صحيفة الرياض. مؤرشف من الأصل في 2019-03-31. اطلع عليه بتاريخ 2015-01-23.
9. ↑  "الديوان الملكي: إعفاء الأمير مقرن بن عبد العزيز من ولاية العهد بناء على طلبه". وكالة النباء السعودية واس. مؤرشف من الأصل في 2016-03-06. اطلع عليه بتاريخ 2015-04-29.
10. ↑  "محمد بن نايف وليًا للعهد ومحمد بن سلمان وليًا لولي العهد". جريدة الرياض. مؤرشف من الأصل في 2019-03-21. اطلع عليه بتاريخ 2019-03-21.
11. ↑  محمد بن نايف وليًا للعهد ومحمد بن سلمان وليًا لولي العهد - جريدة الرياض نسخة محفوظة 30 يونيو 2017 على موقع واي باك مشين.
12. ↑  "أوامر ملكية .. إعفاء محمد بن نايف من ولاية العهد ومن وزارة الداخلية". واس. مؤرشف من الأصل في 2019-05-31. اطلع عليه بتاريخ 2017-06-21.
13. ↑  الموافق 26 رمضان 1438هـ
14. ↑  "أمر ملكي سعودي: محمد بن سلمان وليا للعهد"، سكاي نيوز عربية - 21 حزيران (يونيو) 2017. نسخة محفوظة 14 يوليو 2017 على موقع واي باك مشين.
15. ↑  "بأعلى نسبة تصويت في هيئة البيعة منذ إنشائها : محمد بن سلمان ولياً للعهد"، صحيفة سبق الإلكترونية - 21 حزيران (يونيو) 2017. نسخة محفوظة 17 ديسمبر 2019 على موقع واي باك مشين.
16. ↑  "31 من 34 بهيئة البيعة اختاروا محمد بن سلمان ولياً للعهد"، موقع قناة العربية - 21 حزيران (يونيو) 2017. نسخة محفوظة 12 نوفمبر 2017 على موقع واي باك مشين.
17. ↑  "العاهل السعودي يعين نجله محمد بن سلمان وليا للعهد". BBC Arabic (بالإنجليزية البريطانية). 21 Jun 2017. Archived from the original on 2019-02-28. Retrieved 2018-04-30.
18. ↑  بات, جيرالد (21 Jun 2017). "تعيين محمد بن سلمان وليا للعهد ذروة ثورة في قيادة السعودية" (بالإنجليزية البريطانية). Archived from the original on 2019-03-22. Retrieved 2019-03-21.
19. ↑  "بعد إعفائه كوزير للخارجية.. ما هي مهام الجبير الجديدة كوزير دولة؟". CNN Arabic. 28 ديسمبر 2018. مؤرشف من الأصل في 2019-06-02. اطلع عليه بتاريخ 2018-12-29.
20. ↑  "ما الفرق بين منصب العساف وزير الخارجية والجبير وزير الدولة للشؤون الخارجية؟". اخبار 24. مؤرشف من الأصل في 2019-04-10. اطلع عليه بتاريخ 2018-12-28.
21. ↑  "إبراهيم العساف.. من المالية إلى الاحتجاز إلى وزارة الخارجية". RT Arabic. مؤرشف من الأصل في 2018-12-29. اطلع عليه بتاريخ 2018-12-28.
22. ↑  "أوامر ملكية: العساف وزيراً للخارجية.. وتركي آل الشيخ رئيساً للترفيه". جريدة الرياض. مؤرشف من الأصل في 2019-03-21. اطلع عليه بتاريخ 2019-03-21.
23. ↑  "عام / صدور عدد من الأوامر الملكية وكالة الأنباء السعودية". www.spa.gov.sa. مؤرشف من الأصل في 2019-10-13. اطلع عليه بتاريخ 2019-10-23.
24. ↑  "إعفاء الأمير محمد بن نايف من منصبه .. واختيار الأمير محمد بن سلمان ولياً للعهد". صحيفة سبق الإلكترونية. مؤرشف من الأصل في 2020-02-26. اطلع عليه بتاريخ 2019-03-21. {{استشهاد ويب}}: |archive-date= / |archive-url= timestamp mismatch (مساعدة)
25. ↑  صدور أوامر ملكية إضافة أولى - وكالة الأنباء السعودية - واس نسخة محفوظة 3 نوفمبر 2016 على موقع واي باك مشين.
26. ↑  okaz_online@, «عكاظ» (الرياض) (5 Nov 2017). "إعفاء متعب بن عبدالله وفقيه والسلطان.. وتعيين ابن عياف لـ «الحرس» والتويجري لـ«الاقتصاد» والغفيلي لـ«البحرية»". Okaz (بar-GB). Archived from the original on 2018-06-15. Retrieved 2017-11-05.{{استشهاد بخبر}}:  صيانة الاستشهاد: لغة غير مدعومة (link)
27. ↑  "إعفاء الأمير متعب بن عبدالله من منصب وزير الحرس الوطني السعودي". إرم نيوز (بar-AR). Archived from the original on 2017-11-07. Retrieved 2017-11-05.{{استشهاد بخبر}}:  صيانة الاستشهاد: لغة غير مدعومة (link)
28. ↑  "أمر ملكي: إعفاء وزير الحرس الوطني متعب بن عبدالله". www.alarabiya.net. مؤرشف من الأصل في 2018-01-07. اطلع عليه بتاريخ 2017-11-05.
29. ↑  "عام / صدور عدد من الأوامر الملكية". واس. مؤرشف من الأصل في 2018-12-05. اطلع عليه بتاريخ 2017-11-05.
30. ↑  "أمر ملكي: إعفاء وزير الحرس الوطني متعب بن عبدالله". www.alarabiya.net. مؤرشف من الأصل في 2018-01-07. اطلع عليه بتاريخ 2017-11-29.
31. ↑  "القائمة الكاملة لأسماء الأمراء والوزراء الموقوفين بتهم الفساد في السعودية | المصري اليوم". www.almasryalyoum.com (بar-AR). Archived from the original on 2018-07-01. Retrieved 2017-11-29.{{استشهاد ويب}}:  صيانة الاستشهاد: لغة غير مدعومة (link)
32. ↑  "السعودية.. الإفراج عن الأمير متعب مقابل مليار دولار". RT Arabic (بar-AR). Archived from the original on 2018-02-03. Retrieved 2017-11-29.{{استشهاد بخبر}}:  صيانة الاستشهاد: لغة غير مدعومة (link)
33. ↑  "السعودية تطلق سراح وزير الحرس الملكي السابق "في صفقة بمليار دولار"". BBC Arabic (بالإنجليزية البريطانية). 29 Nov 2017. Archived from the original on 2018-02-13. Retrieved 2017-11-29.
34. ↑  "مواليد 1986 من هو وزير الحرس الوطني الجديد؟". CNN Arabic. 28 ديسمبر 2018. مؤرشف من الأصل في 2019-06-02. اطلع عليه بتاريخ 2018-12-28.
35. ↑  "السيرة الذاتية لوزير الإعلام عادل الطريفي". جريدة الرياض. مؤرشف من الأصل في 2018-10-02. اطلع عليه بتاريخ 2019-03-21.
36. ↑  "أوامر ملكية تشمل إعادة تشكيل مجلس الوزراء ومنح راتب شهرين لجميع موظفي الدولة". صحيفة الاقتصادية. 29 يناير 2015. مؤرشف من الأصل في 2018-10-14. اطلع عليه بتاريخ 2018-04-30.
37. ↑  "Saudi Royal decree announces new appointments, restores benefits to government employees". Arab News. 23 أبريل 2017. مؤرشف من الأصل في 2018-07-05. اطلع عليه بتاريخ 2017-04-23.
38. ↑  "د. العواد وزيرًا للإعلام ورئيسًا لمجلس إدارة الهيئة العامة للثقافة". جريدة الرياض. مؤرشف من الأصل في 2018-12-28. اطلع عليه بتاريخ 2018-04-30.
39. ↑  24, اخبار. "أمر ملكي : إنشاء وزارة بمسمى وزارة الثقافة.. وتعين الأمير بدر بن عبدالله وزيرًا لها". اخبار 24 (بar-AR). Archived from the original on 2019-12-17. Retrieved 2018-06-02. {{استشهاد ويب}}: الوسيط |الأخير= يحوي أسماء رقمية (help)صيانة الاستشهاد: لغة غير مدعومة (link)
40. ↑  editor20 (27 ديسمبر 2018). "أمر ملكي: تعيين العواد مستشارًا بالديوان الملكي بمرتبة وزير". صحيفة المواطن الإلكترونية. مؤرشف من الأصل في 2019-04-10. اطلع عليه بتاريخ 2019-03-21. {{استشهاد ويب}}: |الأخير= باسم عام (مساعدة)صيانة الاستشهاد: أسماء عددية: قائمة المؤلفين (link)
41. ↑  الإعلام، وزارة. "معالي الأستاذ تركي الشبانة يؤدي القسم بمناسبة تعيينه وزيرًا للإعلام". وزارة الإعلام. مؤرشف من الأصل في 2019-03-21. اطلع عليه بتاريخ 2019-03-21.
42. ↑  الإعلام، وزارة. "الأستاذ تركي بن عبدالله الشبانة وزيرًا للإعلام". وزارة الإعلام. مؤرشف من الأصل في 2019-03-21. اطلع عليه بتاريخ 2019-03-21.
43. ↑  "السيرة الذاتية لمعالي وزير الإعلام تركي بن عبدالله الشبانة". الجزيرة أونلاين (بالإنجليزية). Archived from the original on 2019-04-10. Retrieved 2018-12-28.
44. ↑  "عام/صدور عدد من الأوامر الملكية". وكالة الأنباء السعودية (واس). 25 شباط (فبراير) 2020. مؤرشف من الأصل في 13 أكتوبر 2019. اطلع عليه بتاريخ 26 شباط (فبراير) 2020. {{استشهاد بخبر}}: تحقق من التاريخ في: |تاريخ الوصول= و|تاريخ= (مساعدة)
45. ↑  أمر ملكي بتعيين خالد بن عبدالله السبتي - وكالة الأنباء السعودية (واس) نسخة محفوظة 24 سبتمبر 2015 على موقع واي باك مشين.
46. ↑  "إعادة هيكلة أجهزة الدولة.. إصلاح وتطوير". صحيفة الاقتصادية. 30 يناير 2015. مؤرشف من الأصل في 2018-10-06. اطلع عليه بتاريخ 2018-04-30.
47. ↑  "إعفاء عزام الدخيل من منصبه وتعيين العيسى وزيراً للتعليم". http://akhbaar24.argaam.com. مؤرشف من الأصل في 2018-06-25. اطلع عليه بتاريخ 2017-01-29. {{استشهاد بخبر}}: روابط خارجية في |صحيفة= (مساعدة)
48. ↑  "عام / صدور أوامر ملكية وكالة الأنباء السعودية". www.spa.gov.sa. مؤرشف من الأصل في 2017-09-22. اطلع عليه بتاريخ 2018-04-30.
49. ↑  editor20 (27 ديسمبر 2018). "من هو حمد بن محمد آل الشيخ وزير التعليم الجديد؟". صحيفة المواطن الإلكترونية. مؤرشف من الأصل في 2019-04-10. اطلع عليه بتاريخ 2018-12-28. {{استشهاد ويب}}: |الأخير= باسم عام (مساعدة)صيانة الاستشهاد: أسماء عددية: قائمة المؤلفين (link)
50. ↑  "عام/ صدور عشرة أوامر ملكية". www.spa.gov.sa. مؤرشف من الأصل في 2017-08-03. اطلع عليه بتاريخ 2018-04-30.
51. ↑  "بأمر الملك سلمان.. إعفاء وزير الصحة أحمد الخطيب من منصبه". صحيفة سبق الإلكترونية. مؤرشف من الأصل في 2020-02-26. اطلع عليه بتاريخ 2019-03-21.
52. ↑  سبق - 22 جمادى الثانية 1436 - بأمر الملك سلمان.. إعفاء وزير الصحة أحمد الخطيب من منصبه نسخة محفوظة 07 مارس 2016 على موقع واي باك مشين.
53. ↑  المواطن، مراسل (22 أبريل 2017). "تعرف على سيرة محمد بن عبدالملك آل الشيخ رئيس الهيئة العامة للرياضة الجديد". صحيفة المواطن الإلكترونية. مؤرشف من الأصل في 2019-12-17. اطلع عليه بتاريخ 2019-03-21.
54. ↑  جريدة الرياض:إعفاء وزير الصحة من منصبه وتكليف محمد آل الشيخ بعمل وزير الصحة نسخة محفوظة 22 ديسمبر 2015 على موقع واي باك مشين.
55. ↑  "Saudi Arabia just fired its oil minister". CNN. 8 مايو 2016. مؤرشف من الأصل في 2019-02-19. اطلع عليه بتاريخ 2017-02-27.
56. ↑  "عام / صدور ثلاثة أوامر ملكية وكالة الأنباء السعودية". www.spa.gov.sa. مؤرشف من الأصل في 2019-10-13. اطلع عليه بتاريخ 2019-09-08.
57. ↑  Aliqtisadi (7 May 2015). "أمر ملكي بتعيين خالد الفالح وزيراً للطاقة | الاقتصادي". الاقتصادي  | بوابة الأعمال والشركات (بar-AR). {{استشهاد بخبر}}: الوسيط |تاريخ الوصول بحاجة لـ |مسار= (help) and الوسيط |مسار أرشيف= بحاجة لـ |مسار= (help)صيانة الاستشهاد: لغة غير مدعومة (link) [بحاجة لمراجعة المصدر]
58. ↑  24, اخبار. "خادم الحرمين يعفي النعيمي وحجار والربيعة والمقبل والقصبي والفالح من مناصبهم". اخبار 24 (بar-AR). Archived from the original on 2017-09-17. Retrieved 2018-05-01. {{استشهاد ويب}}: الوسيط |الأخير= يحوي أسماء رقمية (help)صيانة الاستشهاد: لغة غير مدعومة (link)
59. ↑  "Saudi cleric: Hajj stampede beyond 'human control'". itv. 26 سبتمبر 2015. مؤرشف من الأصل في 2017-09-02. اطلع عليه بتاريخ 2015-09-26.
60. ↑  أمر ملكي: إعفاء شويش الضويحي وتكليف عصام بن سعيد بعمل وزير الإسكان جريدة الرياض نسخة محفوظة 04 مارس 2016 على موقع واي باك مشين.
61. ↑  بأمر الملك .. تعيين الحقيل وزيراً للإسكان والعيسى رئيساً للديوان الملكي سبق نشر في 13 يوليو 2015 نسخة محفوظة 19 أكتوبر 2015 على موقع واي باك مشين.
62. ↑  "King Abdullah Reshuffles Cabinet, Embarks on New Reform Initiative". US-Saudi Arabian Business Council. مؤرشف من الأصل في 2016-03-25. اطلع عليه بتاريخ 2012-08-28.
63. ↑  "Saudi King appoints first woman to council". CNN. 14 فبراير 2009. مؤرشف من الأصل في 2018-05-01. اطلع عليه بتاريخ 2012-09-01.
64. ↑  "The Council of Ministers". Saudia Online. مؤرشف من الأصل في 2018-09-14. اطلع عليه بتاريخ 2012-09-08.
65. ↑  "His Excellency the Minister". Ministry of Water and Electricity. مؤرشف من الأصل في 2012-12-19. اطلع عليه بتاريخ 2012-10-20.
66. ↑  "His Excellency the Minister". Ministry of Water and Electricity. مؤرشف من الأصل في 2012-12-19. اطلع عليه بتاريخ 2012-10-20.
67. ↑  "Saudi Ambassador to United Kingdom and Minister of Water and Electricity visit the Hajj". Ministry of Foreign Affairs. مؤرشف من الأصل في 2018-06-26. اطلع عليه بتاريخ 2012-10-20.
68. ↑  السعودية: دمج وزارة المياه مع الزارعة والبيئة نسخة محفوظة 22 يونيو 2017 على موقع واي باك مشين.
69. ↑  "أوامر ملكية: إلغاء وزارة المياه والكهرباء .. ودمج وزارتي "العمل" والشؤون الاجتماعية". صحيفة مال الاقتصادية. مؤرشف من الأصل في 2019-04-12. اطلع عليه بتاريخ 2018-05-01.
70. ↑  "عن الشيخ  | صالح آل الشيخ". saleh.af.org.sa. مؤرشف من الأصل في 2018-06-12. اطلع عليه بتاريخ 2018-05-02.
71. ↑  "King empowers next generation". Arab News. 29 أبريل 2015. مؤرشف من الأصل في 2016-03-03. اطلع عليه بتاريخ 2015-06-04.
72. ↑  Al-Shihri, Abdullah; Batrawy, Aya (6 Nov 2017). "Saudi Arabia says corruption probe detainees will face trial | KSL.com". أسوشيتد برس (بالإنجليزية). Archived from the original on 2019-12-13. Retrieved 2017-11-08.
73. ↑  "Saudi Arabia princes detained, ministers dismissed". www.aljazeera.com. مؤرشف من الأصل في 2019-04-17.
74. ↑  Kalin، Stephen؛ Paul، Katie (5 نوفمبر 2017). "Future Saudi king tightens grip on power with arrests including Prince Alwaleed". رويترز. مؤرشف من الأصل في 2020-01-05. اطلع عليه بتاريخ 2017-11-07.
75. ↑  "Corruption crackdown in Saudi Arabia". فوكس بيزنس (بالإنجليزية الأمريكية). 6 Nov 2017. Archived from the original on 2019-03-27. Retrieved 2017-11-08.
76. ↑  David، Javier E. (5 نوفمبر 2017). "Billionaire Saudi Prince Alwaleed Bin Talal arrested in corruption crackdown". سي إن بي سي. مؤرشف من الأصل في 2020-01-26.
77. ↑  Stancati, Margherita; Said, Summer; Farrell, Maureen (5 Nov 2017). "Saudi Princes, Former Ministers Arrested in Apparent Power Consolidation". وول ستريت جورنال (بالإنجليزية الأمريكية). ISSN:0099-9660. Archived from the original on 2019-06-19. Retrieved 2017-11-08.
78. ↑  Kirkpatrick, David D. (4 Nov 2017). "Saudi Arabia Arrests 11 Princes, Including Billionaire Alwaleed bin Talal". نيويورك تايمز (بالإنجليزية الأمريكية). ISSN:0362-4331. Archived from the original on 2020-02-03. Retrieved 2017-11-08.